# Hagelkruis Stokkum
Het Hagelkruis van Stokkum is een hagelkruis dat opgesteld staat aan de noordrand van het dorp Stokkum in de gemeente Montferland in de Nederlandse provincie Gelderland. Het kruis staat op de driesprong: Hagelcruijsweg, Sint-Isidorusstraat en Het Veld.

## Beschrijving
Het Hagelkruis van Stokkum is een metershoge houten staak met op de top van de mast een smeedijzeren kruis met daarop een haan.
Jaarlijks werden er bij het kruis broodoffers of roggeoffers gebracht ten behoeve van de armen.

## Geschiedenis
In 1624 werd het hagelkruis vermeld. Hier ontvingen de armen een zogenaamde Hagelspende.
In 1994 werd het tussentijds verdwenen hagelkruis opnieuw opgericht. In oktober 1994 werd het kruis door de pastoor ingewijd.

## Afbeeldingen

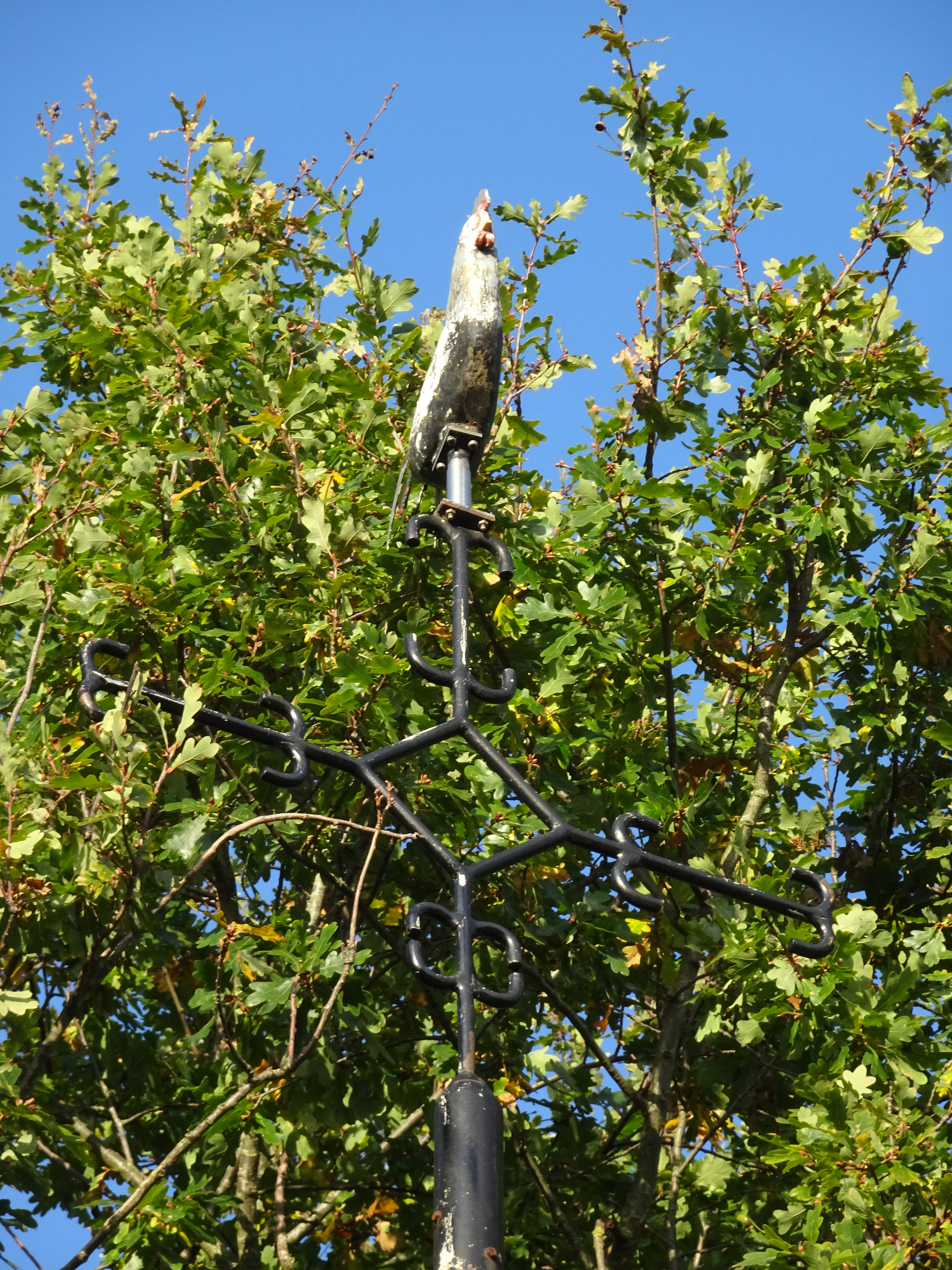
Hagelkruis Stokkum in 2019
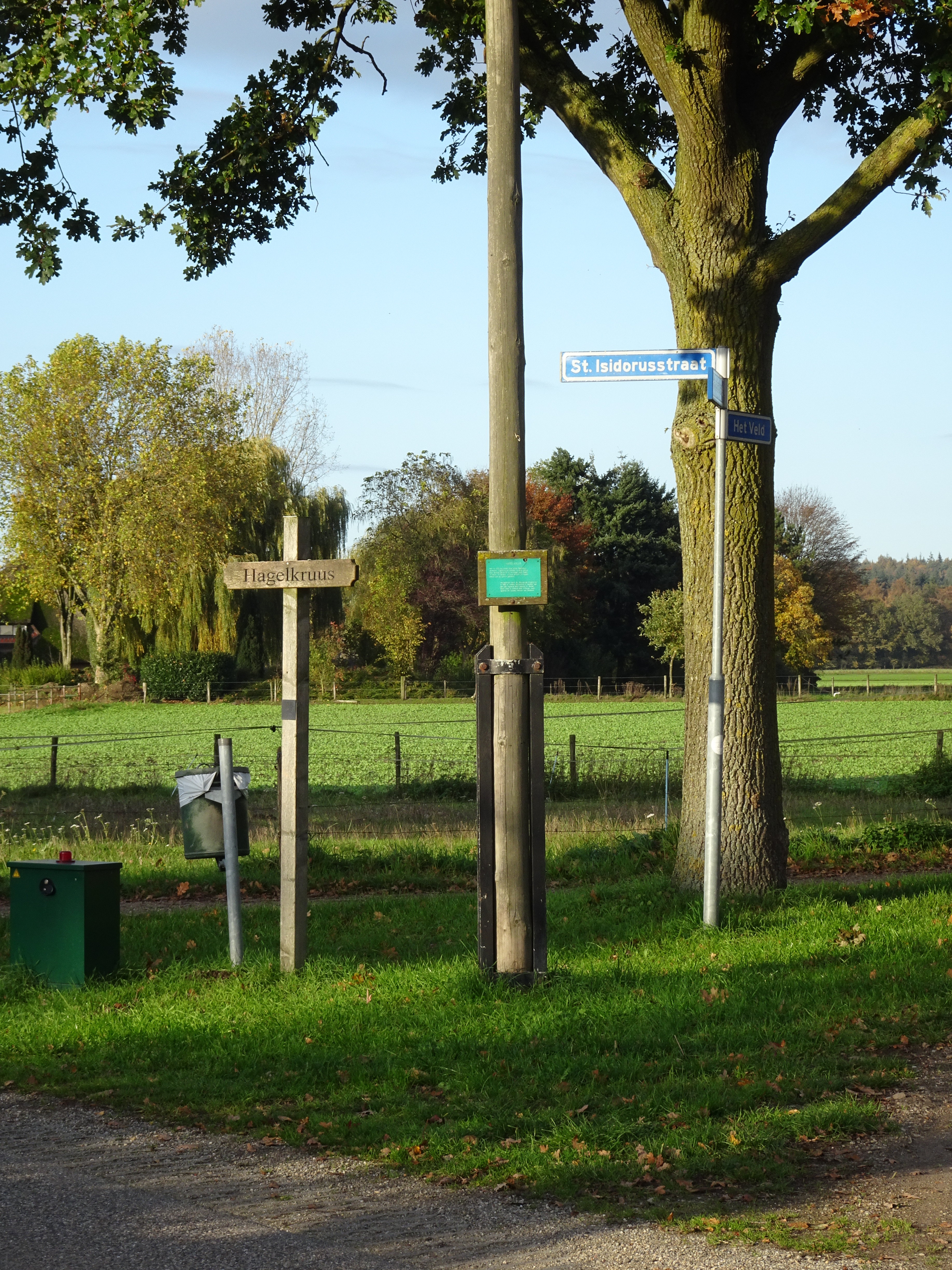
Hagelkruis Stokkum in 2019
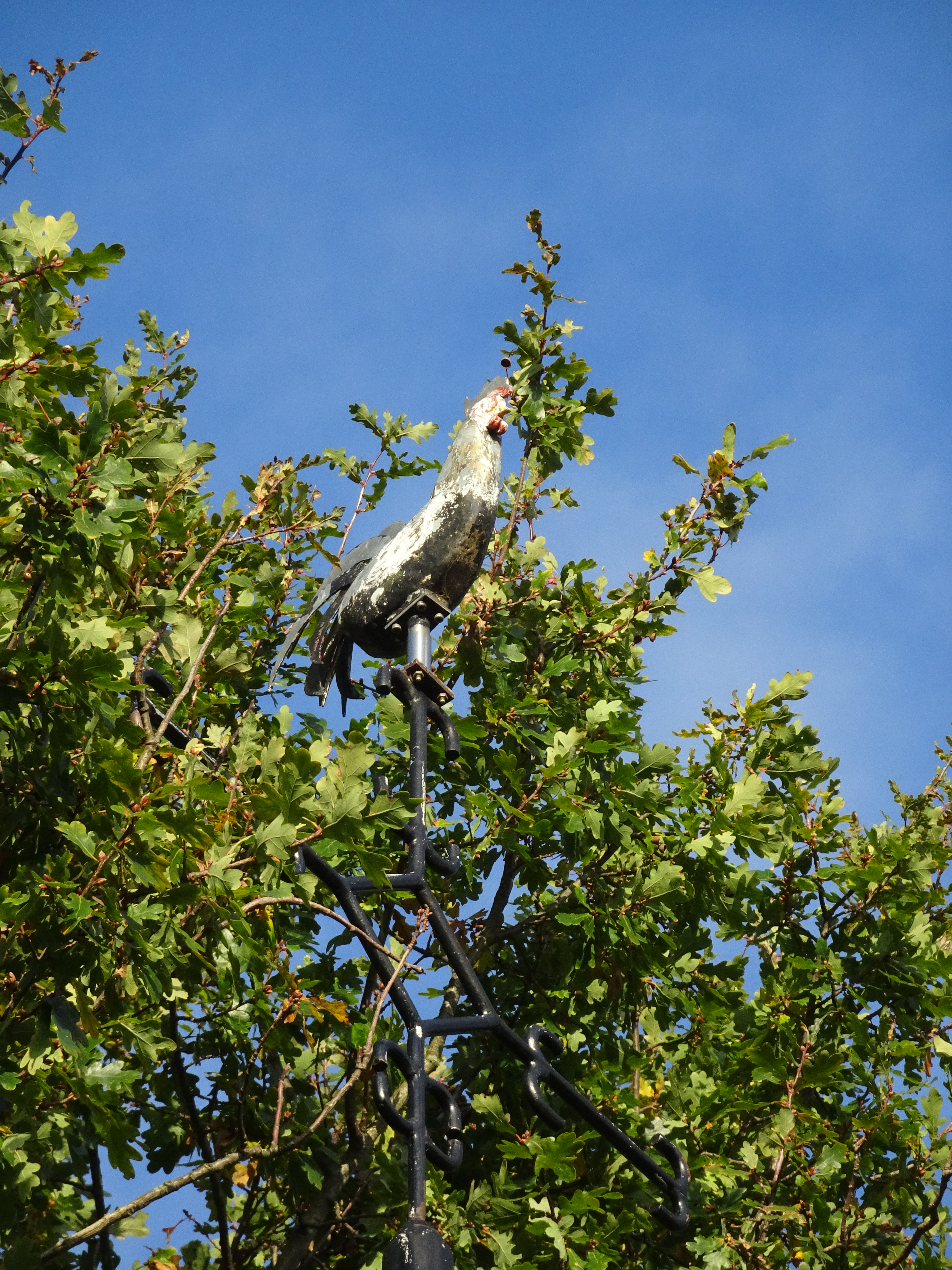
Hagelkruis Stokkum in 2019